# Задыхин, Геннадий Васильевич
Генна́дий Васи́льевич Зады́хин (13 июня 1940, Каменка, Пензенская область, РСФСР, СССР — 9 марта 2019, Самара, Россия) — советский государственный деятель, председатель Куйбышевского горисполкома (1984—1988). Член КПСС с января 1960 г.

## Биография
Родился 13 июня 1940 года в г. Каменка, Пензенской области. Сын комсомольского работника, погибшего на фронте 20 августа 1941 года.
После окончания Каменской средней школы работал станочником на заводе «Белинсксельмаш» (1957—1958). В 1958 году поступил в Пензенский инженерно-строительный институт, после первого курса перевёлся в Куйбышевский авиационный институт, который окончил в феврале 1964 года по специальности инженер-механик двигателей летательных аппаратов.
- 1964—1966 — инженер-конструктор завода п/я 76 «Металлист».
- 1966—1968 — секретарь комитета ВЛКСМ завода «Металлист».
- 1968—1971 — первый секретарь Советского райкома ВЛКСМ (Куйбышев).
- 1971—1982 — заместитель секретаря, с 1975 года секретарь парткома завода «Металлист».
- 1982—1984 — председатель Советского райисполкома (Куйбышев).

25 декабря 1984 года назначен и. о. председателя Куйбышевского горисполкома (вступил в должность 1 января 1985 года), 6 марта 1985 года был утвержден председателем горисполкома. Внес значительный вклад в социально-экономическое развитие города: за три года смог наладить регулярное пассажирское движение на первой ветке метро; под его непосредственным руководством было завершено строительства третьей очереди набережной, организованна подготовка и проведение празднования 400-летия г. Куйбышева. Возглавлял город до 15 декабря 1988 года.
В 1988—1991 гг. — заместитель председателя Комитета по экономике Куйбышевского облсовета. В 1991—1993 гг. — первый заместитель Главы администрации Самарской области. Затем до 2003 г. работал заместителем руководителя Управления Министерства РФ по налогам и сборам по Самарской области, советник налоговой службы РФ I ранга.
Умер 9 марта 2019 года в Самаре.

## Награды
Награждён орденом «Знак Почёта», медалью ордена «За заслуги перед Отечеством» II степени (2003), Почетным знаком Губернатора Самарской области "За труд во благо земли Самарской" и другими медалями.